# 劉幹 (明朝)
劉幹，字孟楨，修武人，明朝政治人物、同進士出身。

## 生平
洪武二十六年，劉幹中舉。永樂十六年（1418年），登進士，以岷府纪善跟從夏元吉治理長江，隨後改為長洲縣縣丞。母喪丁憂時，民遮道挽留。此後除服后，恢復原職。其性格善悌，每次出巡都問百姓疾苦并教導。此後死於任上，貧不能歸。百姓買舟資送行，后留設衣冠墓與虎丘山側。